# Fokker D.XXIII
De Fokker D.23 was een eenpersoons-, tweemotorige jager ontwikkeld door het Nederlandse bedrijf Fokker. Het toestel had twee Walter Sagitta I-SR lijnmotoren, één in de neus en de ander aan de achterkant van de romp. Het voordeel van deze constructie is dat het toestel een klein frontaal oppervlak en een aerodynamische schone vleugel heeft. Het toestel is niet verder gekomen dan het prototypestadium.
De maximumsnelheid was 525 km/u, een redelijke snelheid in die tijd. Het toestel beschikte over een intrekbaar landingsgestel. Het neuswiel werd achterwaarts ingetrokken en de achterwielen werden zijwaarts ingetrokken.

## Ontwikkeling
Het ontwerp van het vliegtuig begon in 1937 en kreeg het nummer 155. Op instigatie van Anthony Fokker werd besloten een mock-up te bouwen voor de 16e Parijse luchtvaartsalon in 1938. Het toestel kreeg daar zowel bewondering als kritiek. Na afloop van deze tentoonstelling bood Fokker het vliegtuig aan met motoren als de Junkers Jumo 210 G, Rolls Royce Kestrel XV en Isotta Fraschini Delta RC ID.
De D.23 maakte zijn eerste vlucht op 30 mei 1939 met Gerben Sonderman als testpiloot. Het toestel kreeg de registratie X-4. In totaal zijn er elf testvluchten gemaakt. Een van de grootste problemen was de hoge temperatuur van de achtermotor. Ook de veiligheid van de piloot was een probleem; in geval van nood zou de piloot bij het verlaten van het toestel geraakt kunnen worden door de achterste propeller.
Het toestel heeft na de Duitse inval in mei 1940 niet meer gevlogen. De Duitse bezetter had vooral belangstelling voor het neuswielonderstel en het duw- en trekschroefprincipe. De belangstelling verslapte en op 10 mei 1941 besloot men het toestel te demonteren.

## Soortgelijke toestellen
- Cessna Skymaster
- Dornier Do 335
- Marton X/V
- Moskalev SAM-13